# Cục Xuất bản, In và Phát hành (Việt Nam)
Cục Xuất bản, In và Phát hành (tiếng Anh: The Publication, Printing and Distribution Authority) là tổ chức hành chính thuộc Bộ Văn hóa, Thể thao và Du lịch, thực hiện chức năng tham mưu, giúp Bộ trưởng quản lý nhà nước và tổ chức thực thi pháp luật trong lĩnh vực xuất bản, in (bao gồm cả in các sản phẩm không phải là xuất bản phẩm) và phát hành xuất bản phẩm.
Chức năng, nhiệm vụ, quyền hạn và cơ cấu tổ chức của Cục Xuất bản, In và Phát hành được quy định tại Quyết định số 614/QĐ-BVHTTDL ngày 11/3/2025 của Bộ trưởng Bộ Văn hoá, Thể thao và Du lịch.

## Nhiệm vụ và quyền hạn
Theo Điều 2, Quyết định số 614/QĐ-BVHTTDL ngày 11/3/2025 của Bộ trưởng Bộ Văn hoá, Thể thao và Du lịch, Cục Xuất bản, In và Phát hành có các nhiệm vụ, quyền hạn chính:
- Chủ trì nghiên cứu, đề xuất, xây dựng trình Bộ trưởng ban hành hoặc để Bộ trưởng trình cấp có thẩm quyền ban hành các văn bản quy phạm pháp luật thuộc lĩnh vực xuất bản, in và phát hành.
- Chủ trì, phối hợp xây dựng, trình Bộ trưởng hoặc để Bộ trưởng trình cấp có thẩm quyền phê duyệt chiến lược, quy hoạch, kế hoạch phát triển dài hạn, trung hạn, hàng năm; chương trình, đề án, dự án về xuất bản, in và phát hành, các biện pháp phòng, chống in lậu, in giả, in nối bản trái phép xuất bản phẩm, các sản phẩm in không phải xuất bản phẩm và tổ chức thực hiện sau khi được phê duyệt.
- Thẩm định hồ sơ, trình Bộ trưởng cấp, cấp lại, gia hạn, thu hồi giấy phép thành lập nhà xuất bản, giấy phép thành lập văn phòng đại diện tại Việt Nam của nhà xuất bản nước ngoài, tổ chức phát hành xuất bản phẩm nước ngoài, giấy phép nhập khẩu xuất bản phẩm theo quy định của pháp luật.
- Quyết định đình chỉ phát hành, buộc sửa chữa, thu hồi, tịch thu, cấm lưu hành và tiêu hủy xuất bản phẩm vi phạm theo quy định pháp luật.
- Xác nhận và quản lý đăng ký xuất bản của nhà xuất bản, đăng ký hoạt động cơ sở in, đăng ký hoạt động phát hành xuất bản phẩm, đăng ký hoạt động xuất bản điện tử, phát hành xuất bản phẩm điện tử, đăng ký nhập khẩu xuất bản phẩm để kinh doanh theo quy định của pháp luật.
- Cấp, cấp lại, gia hạn, sửa đổi, bổ sung, thu hồi các loại giấy phép, giấy xác nhận đăng ký, chứng chỉ hành nghề biên tập, giấy chứng nhận trong lĩnh vực xuất bản, in và phát hành theo quy định của pháp luật, trừ giấy phép quy định tại mục thứ 3.
- Nhận và tổ chức kiểm tra xuất bản phẩm lưu chiểu và quản lý việc lưu chiểu xuất bản phẩm, thẩm định xuất bản phẩm lưu chiểu; thẩm định nội dung xuất bản phẩm nhập khẩu không kinh doanh theo quy định của pháp luật.
- Thực hiện các nhiệm vụ về quản lý quảng cáo trên xuất bản phẩm.
- Tham mưu giúp Bộ trưởng có ý kiến về việc bổ nhiệm, miễn nhiệm, cách chức tổng giám đốc (giám đốc), tổng biên tập nhà xuất bản theo quy định của pháp luật.
- Tổ chức triển lãm và hội chợ xuất bản phẩm cấp quốc gia và quản lý việc phát hành xuất bản phẩm ra nước ngoài theo quy định của pháp luật.
- Thực hiện các nhiệm vụ khác do Bộ trưởng giao và theo quy định của pháp luật.

## Lãnh đạo Cục[2]
- Cục trưởng: Nguyễn Nguyên[3]
- Phó Cục trưởng:

1. Nguyễn Ngọc Bảo[4]
2. Phạm Tuấn Vũ[5]

## Cơ cấu tổ chức
(Theo Điều 3, Quyết định số 614/QĐ-BVHTTDL ngày 11/3/2025 của Bộ trưởng Bộ Văn hoá, Thể thao và Du lịch)
- Văn phòng
- Phòng Quản lý Xuất bản
- Phòng Quản lý In và Phát hành xuất bản phẩm
- Phòng Thanh tra, pháp chế